# ヴィクター・ニーダーホッファー
ヴィクター・ニーダーホッファー（英語: Victor Niederhoffer、1943年 - ）は、マタドール・ファンドおよびマンチェスター・トレーディングを運営するヘッジファンドマネジャーである。また、カリフォルニア大学バークレー校の元教授にしてスカッシュの元学生チャンピオンでもある。

## プロフィール
ハーバード大学で統計学と経済学の学士号を取得、シカゴ大学で博士号を取得。1967年から1972年までの5年間、カリフォルニア大学バークレー校にてファイナンスの教授を務めた。1965年、学生であった彼は友人のフランク・クロスと共に、非上場企業を買収し上場企業に売却する目的での投資銀行を共同設立した。
1980年には投資ファンドを設立しパフォーマンス的にも成功を収めると、それがジョージ・ソロスの目にとまり、ソロスのファンドのパートナーとして招かれた。ニーダーホッファーは1982年から1990年までソロスのファンドに在籍したが、ソロスはニーダーホッファーのことを「相場で勝ち続けながらも（ソロスの元を）自ら去った、唯一のファンドマネジャー」と高く評価しており、自分の息子に彼の元でトレーディングを学ばせたほどである。
その後1996年までニーダーホッファーは高いパフォーマンスを続け、世界一の投資家と称えられたが、1997年のアジア通貨危機で大敗し、彼のファンドも破綻に追い込まれた。
この時の彼は、同年10月27日の株価の大暴落が大衆を巻き込んだヒステリックなもので翌日には大きく反発すると予想し、プットオプションの売りポジションを取った。しかし取引額が大きかったので5000万ドルの追証が発生。その金額を集められなかった為に、翌10月28日火曜日午前7時半の寄り付きには多額の含み損が発生し、強制決済された。その日の午前10時には、ニーダーホッファーの思惑通り株価は大きく反発、暴騰を始めており、約2時間半の差で破産と成功の命運が分かたれた事に成る。
破産したニーダーホッファーは翌1998年、私財を売却し、自宅を担保にして手に入れた資金を元手に再度ファンドを設立。その後、2001年から2006年にかけて年率40％以上のパフォーマンスを記録した。しかし、2007年のサブプライム危機および信用収縮により、ビクターの運用するマタドール・ファンドは75％以上の資産を失い、同年11月にはクローズに追い込まれた。
スカッシュの選手として歴史に名を残すほどの名選手であり、ハーバード大学時代には学生チャンピオンに輝き、全米硬式スカッシュの大会では5回の優勝、ダブルスでも3回の優勝を達成、スカッシュの殿堂入りを果たしている。これは父の影響で始めたものだが、この際父から教わった球筋の統計的予測を投資に活かしたと語っている。チェスも趣味としている。
祖父は音楽事業で成功した実業家でかつ投資家だったが1929年10月29日の暗黒の金曜日に全財産を失った。なお、日本ビクターの前身であるビクタートーキングマシーン社も1929年に買収されているが、同社とは無関係である。父親は14歳で大学に入学したのち警察に勤務、働きながらも2つの大学で博士号を取り犯罪学の教授にまでなった秀才だが、株取引には生涯一度も手を出していない。弟は投資会社R・G・ニーダーホッファー・キャピタルマネジメント社長のロイ・ニーダーホッファー。